# Carmen Ayuso García
Carmen Ayuso García (España, 1955) es una científica, doctora, profesora e investigadora española. Especialista en genética y enfermedades raras. Es la primera mujer en recibir el Premio Nacional de Investigación Gregorio Marañón en Medicina y Ciencias de la Salud otorgado por el Ministerio de Ciencia, Innovación y Universidades por su trayectoria en investigación genética, epidemiológica, clínica y terapéutica en enfermedades raras. 

## Trayectoria
Es egresada de la licenciatura en Medicina y Cirugía por la Facultad de Medicina de la Universidad Complutense de Madrid. Realizó su doctorado en la Facultad de Medicina de la Universidad Autónoma de Madrid.
Trabajó como profesora honoraria de los departamentos de ginecología, pediatría, anatomía patológica y del departamento de fisiología.
Miembro del Comité de Bioética de España en el periodo de 2008 al 2012. Fue acreditada como profesora titular por la Agencia Nacional de Evaluación de la Calidad y Acreditación en 2009.
Desde 2006 ha sido investigadora principal de la unidad de investigación 704 del Centro de Investigación en Red de Enfermedades Raras.
También se ha desempeñado como asesora del Ministerio de Sanidad para la Cartera de Servicios de Genética y Genómica del Sistema Nacional de Salud y de la Comisión Nacional de Reproducción Humana Asistida, así como académica de la Real Academia Nacional de Medicina de España en 2022 para la plaza de genética humana. 
Desde 2009 es jefa del Departamento de Genética del Hospital Universitario Fundación Jiménez Díaz y directora científica del Instituto de Investigación Sanitaria de la misma fundación. Profesora de la Universidad Autónoma de Madrid de medicina genómica.
Su jefatura en la fundación se extiende a los servicios correspondientes en otros tres hospitales de Quirónsalud que se encuentran integrados en la red pública de salud madrileña, siendo estos: Rey Juan Carlos en Móstoles, Infanta Elena en Valdemoro y General de Villalba en la zona Collado Villalba.
Desde 1979 ha participado activamente en la difusión de los avances en el campo de la genética y la genómica, así como sus implicaciones bioéticas.

## Línea de investigación
Su línea de investigación está basada en las enfermedades raras de origen genético, enfermedades raras de origen oftalmogenético, diagnóstico molecular, diagnóstico prenatal, asesoramiento genético, medicina genómica y secuenciación masiva. Así como también, en enfermedades hereditarias neurosensoriales, aplicación terapéutica en farmacogenética, terapia genética y celular.
Ha participado en el descubrimiento de mecanismos patogénicos y nuevos genes. A su vez, ha contribuido a visibilizar la genética como una especialidad médica y la transformación en el abordaje de las enfermedades raras con una visión traslacional, alcanzando los retos de la medicina personalizada y de precisión.
Su contribución y compromiso con la vanguardia científica en la lucha contra el cáncer ha fomentado una colaboración entre instituciones para avanzar en el tratamiento de enfermedades hematológicas.
Asimismo, ha profundizado en el estudio de las distrofias hereditarias de retina causadas por el gen PRPH2 por medio de estudios de correlación genotipo-fenotipo.
En su investigación publicada en Human Molecular Genetics identifico un nuevo gen responsable de retinosis pigmentaria, siendo el gen ZNF408, lo que abrió nuevas vías para mejorar el tratamiento de esa patología ocular.

Sobre el diagnóstico basado en sus investigaciones de las enfermedades raras ha mencionado:
Debemos dedicarnos a anticiparnos a sus necesidades, a las necesidades de la sociedad en materia sanitaria. Hacer una medicina que sea más preventiva y menos reactiva. 

## Premios y reconocimientos
- 2014 Premio Mujer Profesional FEDEPE (Federación Española de Mujeres Directivas, Ejecutivas, Profesionales y Empresarias) en su XXIII edición en reconocimiento a su trayectoria profesional.[11]
- 2017 Premio Nacional de Genética en la modalidad Genética aplicada.[12][13]
- 2018 Premio a la Investigación FEDER (Federación Española de Enfermedades Raras) a la Red Raregenomics.[7]
- 2018 Premio 25 embajadores de la Sanidad española por Diario Medico.[14][15]
- 2018 Premio nacional Innovación y Salud otorgado por Fenin.[16]
- 2021 Premio Sanitarias en Medicina, otorgado por Redacción Medica.[17][18]
- 2022 recibió la Medalla y diploma que la acredita como miembro de la Real Academia Nacional de Medicina de España (Ranme).[19]
- 2022 Premio Mejor Dirección Científica en la I Edición del Smart Woman Awards otorgado por Fenin, en atención a su contribución a la investigación.[20]
- 2024 Premio Admirables en la categoría de Investigación otorgado por Diario Médico.[21][22]
- 2024 Premio Gregorio Marañón de Medicina y Ciencias de la Salud por sus investigaciones sobre enfermedades raras, por descubrir nuevos genes y mecanismos patogénicos, otorgado por el Ministerio de Ciencia, Innovación y Universidades.[23][24]